# Vakuumfett
Als Vakuumfette werden Massen bezeichnet, die ähnlich wie normale Schmierfette Dichtungs- und Schmieraufgaben übernehmen, aber zusätzlich Eigenschaften besitzen, die bei besonders niedrigen Drücken günstig sind.

## Eigenschaften
- Die Viskosität ist groß genug, um durch den Druckunterschied zwischen Atmosphäre und Vakuum nicht aus Dichtspalten gedrückt zu werden
- Möglichst niedriger Dampfdruck
- Chemische Stabilität sowohl bei niedrigen als auch hohen Temperaturen
- Häufig gefordert ist die Stabilität gegenüber Sauerstoff, ionisierenden Strahlen, ionisierten Gasen und Radikalen
- Partikelarm durch hohe Viskosität und hohe Stabilität

Materialien auf der Basis von Perfluorpolyether unter diversen Handelsnamen weisen solche Eigenschaften aus, dabei kann auch Teflon ein Bestandteil dieser Mittel sein. Es handelt sich dabei um ein reaktionsträges und chemisch stabiles künstliches Polymer und die Produktbeschreibung enthält häufig die Aussage "silikonfrei". Andere Mittel sind auf der Basis von Silikonölen entwickelt. Mittel auf Silikonbasis werden bei dem Einsatz von Glasapparaturen bevorzugt.
Der Begriff Vakuumfett ist irreleitend, weil solche Schmiermittel keine Fette oder fettähnlichen Substanzen enthalten, er hat sich aber in der Praxis eingebürgert.
Für dauerhafte Verbindungen werden auch Zweikomponenten-Epoxidharze eingesetzt und für Flansche etc. werden auch Verbindungen eingesetzt, bei denen weiche Metalle, z. B. eine Indiumdichtung, verformt werden und auf diese Weise eine dichte Verbindung schaffen.